# Прапор Сенегалу
Прапор Сенегалу — один з офіційних символів держави Сенегал. Прийнятий 20 серпня 1960 року. Походить від прапора Федерації Малі.

## Опис
Прямокутне полотнище, що складається з трьох вертикальних рівновеликих смуг — зеленої, золотої та червоної. У центрі золотої смуги вміщена зелена п'ятипроменева зірка.
На практиці замість золотої смуги здебільшого використовується жовта.
Відношення ширини прапора до його довжини – 2:3.

## Символічне значення кольорів прапора
Уряд Республіки Сенегал використовує таке тлумачення кольорів на прапорі:

«Зелений для мусульман є кольором Пророка, для християн це — символ надії, для анімістів — символ родючості.
Золото — знак багатства, символізує плоди праці народу, віддаючи пріоритет вирішенню економічних проблем, вкладених у підвищення рівня культури. Це - друга мета сенегальської нації. Золото відповідає жовтому кольору, кольору мистецтва та писемності, кольору розуму.
Червоний колір нагадує колір крові, колір життя, пам'ять про жертви, понесені всією сенегальською нацією, а також — гаряче прагнення і силу дії, які надихають кожного з її синів у боротьбі проти недорозвинення.
Зірка — досить поширений знак у негро-африканській символіці. Її п'ять променів символізують знання Сенегалу на п'яти континентах. Вона представляє небо і високі духовні прагнення, особливо у народу, який живе не тільки рисом і хлібом. Її зелений колір символізує надію та висловлює молоду незалежність Республіки Сенегал».
Зелений, жовтий і червоний - основні панафриканські кольори.

## Історія
25 листопада 1958 року Сенегал отримав статус автономної держави (Республіка Сенегал) у складі Французької співдружності.

Федерація Малі

4 квітня 1959 року Республіка Сенегал та Суданська Республіка (колишній Французький Судан, сучасна Республіка Малі) об'єдналися у Федерацію Малі, прапором якої стало полотнище з рівновеликих вертикальних смуг панафриканських кольорів — зеленого , жовтого і червоного, з чорним стилізованим зображенням людини - канагою. Під цим прапором Федерація Малі 20 червня 1960 року стала незалежною державою. Але вже через 2 місяці, 20 серпня 1960 року Сенегал вийшов зі складу Федерації Малі, зберігши її прапор, зі заміною догонського символу канаги на зелену п'ятипроменеву зірку.